# Antonio Llorens Sanchis
Antonio Llorens Sanchis (València, 1952) és un programador, crític i director de cinema valencià.

## Biografia
El 1968 començà a treballar com a grum al Banco de Vizcaya i el 1971 com a auxiliar de banca. Alhora, des dels 17 va començar a fer curtmetratges amb una càmera de Super 8mm A pro-pósito de... (1969), Los héroes (1969) i Acción (1969), amb el seu amic d'infància Pedro Uris.
Després d'acabar el servei militar el 1974 comença a treballar a Cartelera Turia com a crític i editor, alhora també treballa en la distribució cinematogràfica als cineclubs de València i continua rodant curtmetratges com El misteri dels cines desapareguts (1984), Mimi, mome, mima (1986), Música en tres-E (1986), En el valle (1986), o Encadenats (1986). També col·labora a la revista Quaderns de la Mostra, on va escriure les monografies dedicades al Cine maldito español de los años sesenta (1984) amb Augusto M. Torres i Diego Galán, a Fernando Fernán Gómez (1984), amb Diego Galán, a Lino Ventura (1986), amb Pablo Aibar, o a Alfredo Matas (1986).
També treballà com a programador als cinemes Babel i als Cinemes Albatros de València des de mitjans dels anys 1980 fins al seu tancament en 2012.
El 2001, arran d'una conversa amb Cesc Gay, decideix tornar a dirigir i el 2002 estrena Después de la evasión, sobre José Giovanni, que fou exhibida al Festival Internacional de Cinema de Locarno. El 2003 dirigeix el curtmetratge Un cuento chino, on sosté un discurs visual de caràcter assagístic pel que fou premiat als XI Premis Turia, el Premi Bancaixa i el guardó a la millor música en la Setmana de Cinema de Medina del Campo en 2004. El 2014 va dirigir el documental Un jardí a la memòria (2014), que recupera imatges i fragments dels seus propis curtmetratges elaborats entre 1969 i 1973. El 2014 fou nomenat Membre d'Honor de l'Acadèmia del Cinema Català, i el 2022 la Generalitat valenciana li atorgà el Premi d'Honor de l'Audiovisual, en el marc dels Premis Berlanga, pel seu «incansable treball de defensa i promoció del cinema valencià».

## Llibres
- Francisco Rabal: un caso bastante excepcional (1985), amb Manuel Hidalgo, publicat per la Seminci de Valladolid
- El cine negro español (1988), publicat per la Seminci de Valladolid
- José Luis Dibildos (1998), publicat per la Seminci de Valladolid;
- José Giovanni. La aventura de la serie negra (1998)
- Francesc Betriu, profundas raices (1999), publicat per la Filmoteca de la Generalitat Valenciana
- Miles de metros. A propósito de Pablo Núñez (2001), publicat pel Festival de Cinema d'Osca,
- Silvana Mangano, del baión al teorema (2004), editat per la Fundació Municipal de Cinema i la Mostra de València.

## Filmografia
- Después de la evasión (2002)
- Un cuento chino (2003)
- Operación Algeciras (guionista, 2004)
- La culpa ajena (curtmetratge, 2007)
- Marxmadera (curtmetratge, 2009)
- Un jardí a la memòria (2014)